# Kengyel (település)

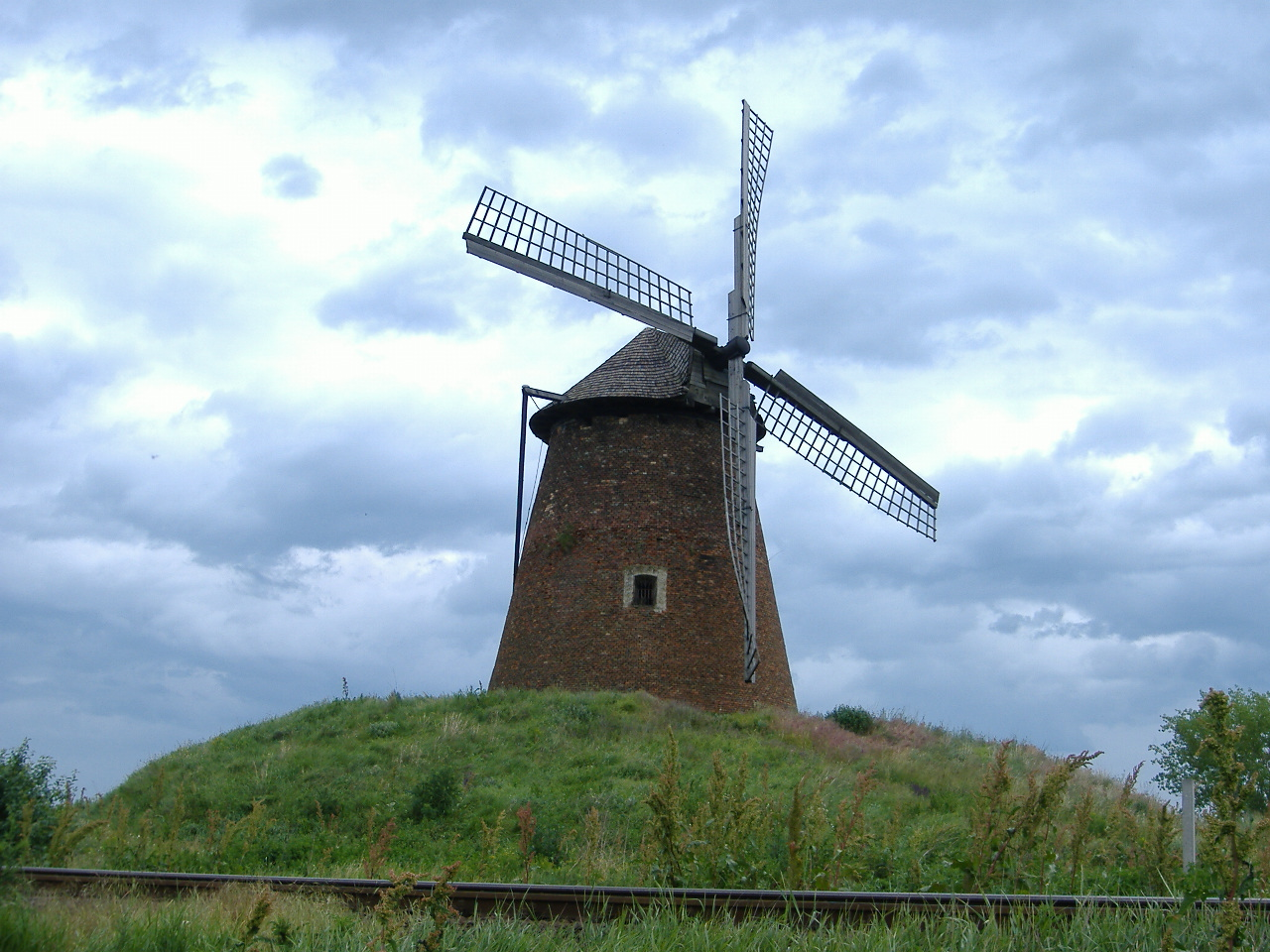
A kengyeli Szélmalom-domb

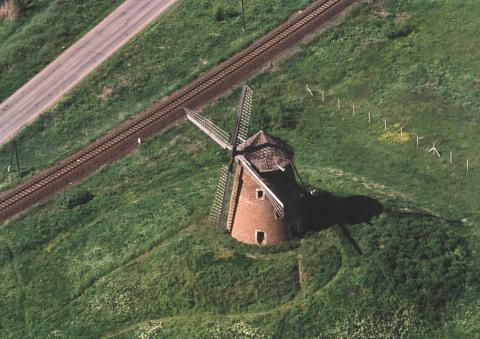
…és ugyanaz madártávlatból

Kengyel község az Észak-Alföldi régióban, Jász-Nagykun-Szolnok vármegye Törökszentmiklósi járásában.

## Fekvése
Kengyel az Alföldön, Jász-Nagykun-Szolnok vármegye középső részén, a Tiszától keletre, Szolnoktól délkeletre fekszik. A települést keletről Kétpó és Mezőhék, délről Martfű, nyugatról Rákócziújfalu és Rákóczifalva, északról Szajol és Tiszatenyő határolja.

### Megközelítése
Közúton a Törökszentmiklóst (és a 4-es főutat) Martfűvel (és a 442-es főuttal) összekötő 4629-es úton érhető el, ez végigvezet a központjának keleti szélén és Szabadságtelep községrészen is.
Az autóbuszos közúti közösségi közlekedés szolgáltatója a Volánbusz.
Vonattal a MÁV 130-as számú Szolnok–Hódmezővásárhely–Makó-vasútvonalán érhető el. A vasútnak itt jelenleg két megállási pontja van, Kengyel vasútállomás és Bagimajor megállóhely, utóbbi Kengyel-Szabadságtelep településrészt (volt Baghy-major) szolgálja ki.

## Közélete
A település képviselő-testülete (a polgármesterrel együtt) 7 főből áll. Az önkormányzat címe: 5083, Kengyel, Szabadság út 10., telefonszáma: (06) 56/583-400, faxszáma: (06) 56/583-409; e-mail címe: hivatal@kengyel.hu, hivatalos honlapja: www.kengyel.hu. A település hivatalos újságja a Kengyeli Futár.

### Polgármesterei
| Időszak   | Polgármester | Párt        |
| --------- | ------------ | ----------- |
| 1990–1994 | Czédly Gyula | MSZP        |
| 1994–1998 | Czédly Gyula | MSZP        |
| 1998–2002 | Czédly Gyula | független   |
| 2002–2006 | Czédly Gyula | független   |
| 2006–2010 | Czédly Gyula | független   |
| 2010–2014 | Nagy Szilárd | Fidesz      |
| 2014–2019 | Nagy Szilárd | Fidesz-KDNP |
| 2019–2020 | Nagy Szilárd | független   |
| 2020–2024 | Gál József   | független   |
| 2024–     | Gál József   | független   |

A településen 2020. szeptember 27-én időközi polgármester-választást kellett tartani, mert a 2014–2019-es ciklusra megválasztott Nagy Szilárd polgármester ellen, kevéssel a mandátumának lejárta előtt vádat emelt az ügyészség, majd a bíróság jogerősen is bűnösnek mondta ki őt szándékos bűncselekmény (sikkasztás) elkövetésében. A Szolnoki Járásbíróság a 2019. október 28-án meghozott, már aznap jogerőssé vált ítéletében ugyan előzetes mentesítésben részesítette a településvezetőt – aki így, mivel az ellene folyó büntetőeljárás dacára a lakosok 2019. október 13-án újraválasztották, megmaradhatott volna a polgármesteri székben –, a kengyeli képviselő-testület azonban egyhangú szavazással méltatlannak nyilvánította a tisztségre. Nagy Szilárd fellebbezett a döntés ellen, de ezt a közigazgatási bíróság 2020 januárjában elutasította. Az emiatt szükségessé vált időközi választás időpontját eredetileg 2020. április 5-ére tűzte ki az illetékes választási szerv, viszont a koronavírus-járvány kapcsán életbe lépett veszélyhelyzeti korlátozások lehetetlenné tették a választás lebonyolítását. A választás újabb időpontját a korlátozások feloldását követően tűzték ki. A négy független jelölt között Nagy Szilárd is elindult, de alulmaradt egyik kihívójával szemben.

## Története
A régészeti leletek tanúsága szerint évezredek óta lakott Kengyel környéke. A neolit korból zöld kígyókő és buzogány, a bronzkorból urnák, pitykék, korongosvégű tűk, és edények kerültek elő. Első írásos említése I. Géza 1075-ben kibocsátott oklevelében fordul elő, aki a kengyeli határt Kungulu a garamszentbenedeki apátság birtokába adta. II. István 1124-ben kelt oklevelében Kengyel víznévként és révátkelőhelyként szerepel.
1479-ben Kengyel már mezőváros, a Szapolyai-család birtoka. A 15. század közepén a Duna dél-magyarországi szakaszáról származó rácok éltek a község környékén, de a kengyelieknek is több mint fele szláv nevű volt, akik később elmagyarosodtak.
Az 1571. évi török fejadó-összeírás szerint Kengyel a szolnoki szandzsákba a szolnoki nahijéhez tartozott, a falunak 57 háza és egy temploma volt. A török uralom végén a települést többször feldúlták, majd a Rákóczi-szabadságharc idején a rácok teljesen elpusztították.
A lakatlanná vált Kengyel a 18. század végén már az Almásy család birtoka, akik 1725-től a pusztát a Törökszentmiklóst betelepítő lakosoknak adták bérbe. Maga Kengyel-puszta csak a 18-19. század fordulóján kezdett újra benépesülni. A 19. század végére az Almásyakon kívül a Baghy, Harkányi, Jurenák, Lederer, Urbán és Montagh családok is birtokot szereztek Kengyelen, mely uradalmak fejlődését az 1885-ben megnyitott Pusztatenyő-Kunszentmárton vasút jelentősen elősegítette. A Nagyatádi-földreform végrehajtása után a lakosság száma megnövekedett, ezért 1928. október 1-jével Kengyelen jegyzői kirendeltséget létesítettek, ahol a helybeliek hivatalos ügyeiket elintézhették. Egy évvel később már postahivatal és telefonközpont is működött a kirendeltség területén.
A második világháború idején a település többször is gazdát cserélt, míg 1944. október 23-án véglegesen a szovjet csapatok kezére került. A harcok hevességét bizonyítja, hogy Kengyel határában 128 szovjet, 4 román, 55 magyar és német katonát temettek el. A községgé válást az 1945-ös földreform nagymértékben elősegítette, melynek során 900 igénylő között 7000 kh földet osztottak ki.
Kengyel 1946 január 1-jével véglegesen elszakadt Törökszentmiklóstól, és önálló községgé alakult. Az 1947-es országgyűlési választáson Kengyelen a Nemzeti Parasztpárt jelöltje: Lipcsei József szerezte a legtöbb szavazatot.

### Neve
A község elnevezése víznévből, kengyel alakú vízfolyás nevéből származik.

## Népesség
A település népességének változása:
| Lakosok száma | 3613 | 3599 | 3538 | 3336 | 3234 | 3209 | 3204 |
|               | 2013 | 2014 | 2017 | 2021 | 2022 | 2023 | 2024 |

2001-ben a település lakosságának 99%-a magyar, 1%-a cigány nemzetiségűnek vallotta magát.
A 2011-es népszámlálás során a lakosok 88,9%-a magyarnak mondta magát (11,1% nem nyilatkozott). A vallási megoszlás a következő volt: római katolikus 27,1%, református 6,5%, evangélikus 0,3%, felekezeten kívüli 45,4% (19,4% nem nyilatkozott).
2022-ben a lakosság 85,9%-a vallotta magát magyarnak, 0,3% németnek, 0,1-0,1% ukránnak, cigánynak, románnak és lengyelnek, 2,2% egyéb, nem hazai nemzetiségűnek (14,1% nem nyilatkozott; a kettős identitások miatt a végösszeg nagyobb lehet 100%-nál). Vallásuk szerint 13,2% volt római katolikus, 6,4% református, 0,1% görög katolikus, 0,1% evangélikus, 0,6% egyéb keresztény, 1,1% egyéb katolikus, 34,7% felekezeten kívüli (43,6% nem válaszolt).

## Gazdasága

### Mezőgazdaság
Kengyel talaja kiváló minőségű öntéstalaj és középkötött fekete föld. A legmeghatározóbb a kalászos gabona, a takarmány -és csemegekukorica, valamint a repce termelése, de a zöldségtermesztés is jelentős. Jelenleg a mezőgazdaságban dolgozók aránya 25-30% körüli.
Ami az állattenyésztést illeti, elsősorban a sertés- és szarvasmarhatartás a jellemző, de a baromfi- és juhtenyésztés is jelen van a településen.

### Ipar
Kengyel fekvése nem kedvezett az ipar fejlődésének, csak kisiparosok dolgoznak a településen, illetve egykor varroda is működött itt.

## Vallás
A 2001-es népszámlálás adatai alapján a lakosság 43%-a római katolikus, 10,8%-a református, 0,3%-a evangélikus, 0,1%-a pedig görögkatolikus vallású. A lakosság 0,2%-a más egyházhoz, vagy felekezethez tartozik. 31,8% nem tartozik egyetlen egyházhoz, vagy felekezethez sem. 13,7% ismeretlen, vagy nem válaszolt.

### Római katolikus egyház
Az Egri főegyházmegye (érsekség) Jász-Kun Főesperességének Törökszentmiklósi Esperesi Kerületébe tartozik, mint önálló plébánia. Plébániatemplomának titulusa: Jézus Szíve. Fíliaként hozzá tartozik a Baghy-majori római katolikus kápolna, melynek titulusa: Szent Imre.

### Református egyház
A Tiszántúli Református Egyházkerület (püspökség) Nagykunsági Református Egyházmegyéjébe (esperesség) tartozik, mint missziói egyházközség.

### Evangélikus egyház
Az Északi Evangélikus Egyházkerület (püspökség) Dél-Pest Megyei Egyházmegyéjében (esperesség) lévő Szolnoki Evangélikus Egyházközséghez tartozik, mint szórvány.

## Természeti értékek
- Törökmogyoró fák
- Bagimajor-halom: A védett kunhalmon látható a kunkorgó árvalányhaj egyik legnagyobb vármegyei állománya.

## Nevezetességei
- Szélmalom-domb a műemlék szélmalommal: 1850 körül épült és 1945-ig működött. A 15 m magas téglaépület belül 4 szintre tagolódik. Jelenleg madártani megfigyelő-állomásként használják.
- Református templom: 1929-ben épült. Háromszintes tornya a homlokzat előtt áll.
- Római katolikus (Jézus Szíve-) templom: 1934-36 között épült.
- Emlékoszlop: A település mártírjainak emlékére állították.
- Baghy-majori római katolikus kápolna.

## Sport
- A Kengyeli Labdarúgó Sport Egyesület a Jász-Nagykun-Szolnok megyei bajnokság II. osztályának Kunsági csoportjában szerepel.

## Híres emberek Kengyelen
- Itt született Leleszy Béla (1887–1977) író, újságíró
- Itt halt meg Baghy Béla (1871–1918) politikus, országgyűlési képviselő.